# Tony Kinsey
Cyril Anthony Kinsey (Sutton Coldfield, 11 oktober 1927 – Sunbury-on-Thames, 9 februari 2025) was een Britse jazzdrummer, orkestleider en componist.

## Biografie
Kinsey is de zoon van een pianiste en een violist. Vanaf 7-jarige leeftijd leerde hij piano en drums spelen. Hij speelde met de bevriende pianist Ronnie Ball en beiden waren in 1947 samen in het zomerseizoen in de band van Jackson Cox in Newquay, speelden in de band van Billy Forrest in Southsea en in het Wigan Palace. In 1948 verhuisde hij naar Londen, waar hij speelde in de band van Art Thompson en als freelancer, voordat hij zich voegde bij de band van de pianist Ivor Noone op de Queen Mary. De tijd van meerdere oceaanovervaarten naar New York gebruikte hij voor drumonderricht bij Cozy Cole en Bill West.
In 1949 speelde hij in het kwintet van Revell Terry, bij Leon Roy en in het sextet van Victor Feldman. Daarna speelde hij bij Jack Nathan en in het trio van Ronnie Ball. In 1952 formeerde hij zijn eigen trio, waarmee hij speelde in de Londense Flamingo Club. Hij leidde verder eigen combo's (meestal kwintetten) tot in de jaren 1980, werkte als studiomuzikant en was ook actief als componist en arrangeur. Hij componeerde voor de reclame, maar ook voor een strijkkwartet en voor een musical over het leven van George Eliot. Hij arrangeerde ook voor bigbands. Vanaf 1974 leidde hij een eigen bigband.
Hij maakte talrijke opnamen met onder andere Tubby Hayes, Bill Le Sage, Ronnie Scott, Johnny Dankworth, Lena Horne (die hij in 1952 begeleidde in het London Palladium en later ook verdere doortrekkende Amerikaanse sterren), Ella Fitzgerald, Ben Webster, Billie Holiday, Joe Harriott, Sweets Edison, Buddy DeFranco, Clark Terry, Oscar Peterson, Cliff Richard, Annie Ross en Sarah Vaughan. 
In 1959 maakte hij voor de BBC een opname van Red Bird Jazz & Poetry naar een gedicht van Christopher Logue naar Pablo Neruda, die ook als album verscheen.
Kinsey overleed in februari 2025 op 97-jarige leeftijd.